# 相良頼完
相良 頼完（さがら よりさだ）は、肥後国人吉藩の藩主。公式には第9代藩主とされる2人目の人物である（後述）。

## 生涯
寛延2年（1749年）、羽林家の大納言鷲尾隆熙（大炊御門経音の次男）の次男として生まれた。幼名は五十丸（いそまる）といい、一度大坂の寺に預けられていたが、相良家の養子話が持ち上がった頃にたまたま鷲尾家に戻されていた。
宝暦12年（1762年）に（本来の）第9代藩主相良晃長が死去する。鷲尾家と相良氏は縁戚関係に当たることから、その後釜として藩主に擁立され、人吉藩内において極秘のうちに宝暦12年（1762年）12月15日に家督を継いだ。姻戚とはいえ公家から後継者を選ぶことになったのには、極秘のうちに事を運ぶ必要があったが、他の大名家や旗本の子弟では武家社会で顔が知られている、また露見すれば累が及ぶ危険があるといった事情や、相良氏が藤原南家の流れをくむという事情があった。この養子話も、藩主一門の相良織部の婿養子候補という名目で候補者が探し求められた。
10歳で死去した晃長に末期養子を迎えるのは難しく（17歳以下での末期養子は認められていなかった）、さらに頼完は晃長より3歳年長であり、幕府に認定されず無嗣断絶で改易になる可能性が高かった。それを恐れた藩の重臣たちが、幕府には晃長が全快して頼完と改名したと説明し、晃長と同一人物ということにされたので、公儀への記録では宝暦9年（1759年）12月11日に家督を継いだことにされている。
明和2年（1765年）2月15日、第10代将軍・徳川家治に御目見した。同年12月18日、従五位下・近江守に叙任される。
藩政においては明和期の天災により、藩財政難で苦しんだ。
明和4年（1767年）1月17日に死去した。享年19。跡を養子の福将（遠山友明の次男）が継いだ。

## 系譜
父母
- 鷲尾隆熙（実父）
- 秋月種美（公式上の実父）
- 相良頼央（養父）

養子
- 相良福将 - 遠山友明の次男